# Faye-la-Vineuse
 Faye-la-Vineuse ist eine französische Gemeinde mit 272 Einwohnern (Stand 1. Januar 2022) im Département Indre-et-Loire in der Region Centre-Val de Loire; sie gehört zum Arrondissement Chinon und zum Kanton Sainte-Maure-de-Touraine.
Nachbargemeinden von Faye-la-Vineuse sind Requeil, Château-l’Hermitage, Saint-Biez-en-Belin, Écommoy, Mayet, Sarcé, Coulongé und Mansigné.

## Bevölkerungsentwicklung
| Jahr      | 1962 | 1968 | 1975 | 1982 | 1990 | 1999 | 2007 | 2017 |
| Einwohner | 563  | 597  | 490  | 409  | 343  | 285  | 313  | 253  |

## Sehenswürdigkeiten
- Stiftskirche Saint-Georges (1039 gegründet)

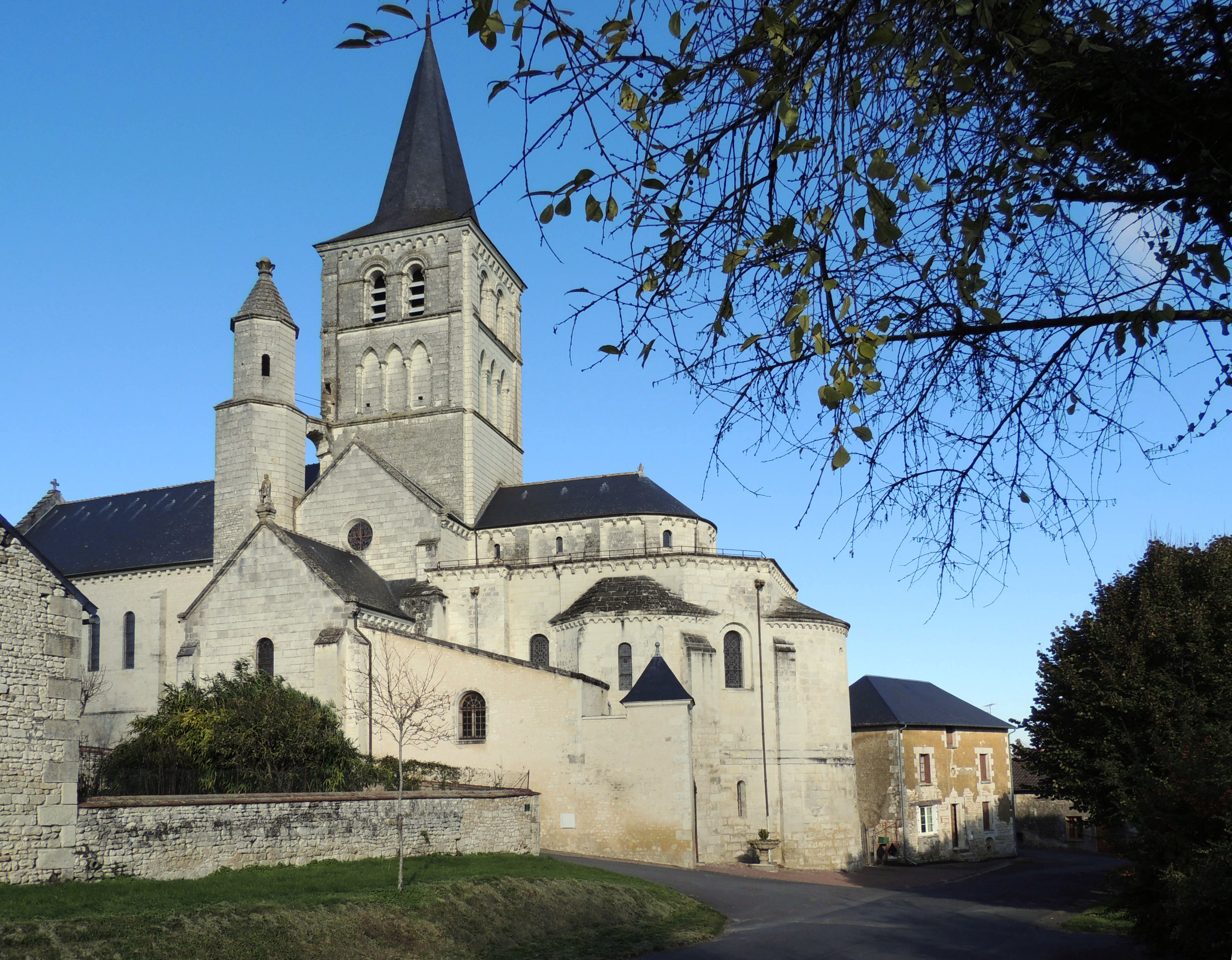
Stiftskirche